# Tonami
Tonami (砺波市 -shi) é uma cidade japonesa localizada na província de Toyama.
Em 2003 a cidade tinha uma população estimada em 41 303 habitantes e uma densidade populacional de 429,26 h/km². Tem uma área total de 96,22 km².
Recebeu o estatuto de cidade a 1 de Abril de 1954.

## Cidades-irmãs

### No Japão
- Anjo, Japão
- Takaoka, Japão
- Kanazawa, Japão
- Oyabe, Japão
- Mukawa, Japão

### No exterior
- Yalova, Turquia
- Panjin, China
- Lisse, Países Baixos